# Vasile Cocheci
Vasile Cocheci (n. 24 octombrie 1922, Bâlteni, Gorj – d. 8 iunie 1996) a fost un inginer și chimist român, membru corespondent al Academiei Române din 1991.
A fost profesor universitar la Facultatea de Chimie a Universității Politehnica Timișoara.